# Казас, Михаил Маркович
Михаи́л Ма́ркович Каза́с (16 (28) июня 1896, Нижний Новгород — 1950) — советский дипломат и разведчик.

## Биография
Родился в Нижнем Новгороде в караимской семье помощника лесничего, учёного-лесовода Марка (Мордехая-Боруха) Семёновича (Соломоновича) Казаса и Марии Семёновны Мангуби. В 1914 году окончил гимназию. Затем поступил в Лазаревский институт восточных языков, где проучился до третьего курса из-за его закрытия в 1917 году. В 1919 году вступил в ВКП(б). В 1920—1921 году был уполномоченным Оренбургской губернской ЧК. В 1921 году находился в Анкаре в составе комиссии по репатриации военнопленных. В том же году — сотрудник Особого отдела ВЧК. С 1922 года — начальник 3-го (дальневосточного) отделения Восточного отдела Секретно-оперативного управления ГПУ. Одновременно в 1922—1924 годах учился в Московском институте востоковедения и на восточном отделении Военной академии РККА. В 1924—1926 годах — резидент Иностранного отдела ОГПУ в Тегеране под прикрытием должности сотрудника полпредства СССР в Персии. В 1927—1929 годах — вице-консул в Кашгаре. С 1929 года — в центральном аппарате ИНО ОГПУ. С 1933 года работал в политотделах МТС. В 1936 году работал в Совете министров в Алма-Ате, где курировал сектор культуры и искусства. В 1937 году вместе с семьёй вернулся в Москву, где его назначали председателем «Всекохудожника» и заведующим отдела редакции на французском языке Радиокомитета СССР. В 1939 году был уволен из органов НКВД. В 1940 году получил назначение на должность директора Фабрики спасательных приборов им. М. И. Калинина.
Участник Великой Отечественной войны. На фронт ушёл добровольцем. Участвовал в боях под Вязьмой, попал вместе с 13-й дивизией Московского народного ополчения в окружение, а те, кто смог из него выбраться, были репрессированы. В связи с тяжёлым состоянием здоровья арестованному М. М. Казасу удалось избежать тюремного заключения.
Умер в 1950 году.

### Семья
Жена — Прасковья Ивановна Казас, урожд. Некрасова (ум. 1983, Москва), родом из богатой крестьянской семьи Тверской губернии.
- Сын — Владимир Михайлович Казас (1925, Константинополь — 2014, Москва), ветеран Великой Отечественной войны, участник Берлинской наступательной операции, кандидат технических наук[5].
- Сын — Михаил Михайлович Казас (1934, Москва — 2011, там же), экономист, доцент Московского института коммунального хозяйства и строительства, с 1994 по 2006 год возглавлял Московское культурно-просветительское национальное общество крымских караимов[7].

Сестра — Елизавета Марковна Казас.

По воспоминаниям Георгия Агабекова, заменившего М. М. Казаса на посту резидента ГПУ в Персии: 
<...> пользуясь своей неограниченной властью в хозяйственных советских учреждениях, резидент обыкновенно устраивает на службу своих жён и родственников. Так, например, у резидента ГПУ в Персии Казаса служили одновременно жена и сестра, так что в общей сложности вся семья зарабатывала 600 долларов в месяц, абсолютно на всём готовом.

## Труды
- Казас М. Кашгарские очерки // Новый мир : литературно-художественный и общественно-политический журнал. — М., 1929. — Июль (№ 7). — С. 137—145.